# Wikipédia en grec
Wikipédia en grec (en grec moderne : Ελληνική Βικιπαίδεια, Ellinikí Vikipaídeia) est l’édition de Wikipédia en grec moderne, parlée en Grèce et à Chypre. L'édition est lancée le 1er décembre 2002. Son code est : el.
Au 21 mars 2025, l'édition en grec moderne contient 248 948 articles et compte 447 172 contributeurs, dont 961 contributeurs actifs et 22 administrateurs.

## Présentation

Passage des 200 000 articles le 27 novembre 2021.

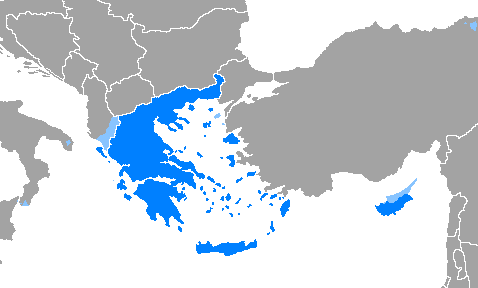
Aire de diffusion du grec moderne.
Les dialectes du grec moderne.

## Statistiques
- En février 2009, l'édition en grec moderne compte environ 40 000 articles et 33 400 utilisateurs enregistrés.
- Au mois de décembre 2020, elle contient plus de 185 000 articles.
- Le 27 novembre 2021, elle atteint 200 000 articles.
- Le 3 octobre 2022, elle contient 213 641 articles et compte 372 995 contributeurs, dont 1 043 contributeurs actifs et 22 administrateurs.
- Le 13 août 2024, elle contient 238 742 articles et compte 429 496 contributeurs, dont 878 contributeurs actifs et 22 administrateurs.